# بیلی کینگدون
بیلی کینگدون (انگلیسی: Billy Kingdon; ۲۵ ژوئن ۱۹۰۷ – ۱۸ مارس ۱۹۷۷) بازیکن فوتبال اهل بریتانیا بود.
از باشگاه‌هایی که در آن بازی کرده‌است می‌توان به باشگاه فوتبال کیدرمینستر هاریرس، باشگاه فوتبال ساوت‌همپتون، باشگاه فوتبال استون ویلا، و باشگاه فوتبال یئوویل تاون اشاره کرد.
وی همچنین در تیم ملی فوتبال England Junior بازی کرده‌است.